# Marolles-les-Buis
Marolles-les-Buis é uma comuna francesa na região administrativa do Centro, no departamento Eure-et-Loir. Estende-se por uma área de 13,35 km². Em 2010 a comuna tinha 213 habitantes (densidade: 16 hab./km²).